# Natalja Kirillovna Nariskina orosz cárné
Nariskin Natália (1651. szeptember 1. – Moszkva, 1694. február 4.), (oroszul: Наталья Кирилловна Нарышкина (Natalja Kirillovna Nariskina), orosz nemes, házassága révén Oroszország cárnéja.

## Élete
Nariskin Natália egy orosz bojárcsaládba született Kirill Poluktyevics Nariskin és Anna Leontyevna Leontyeva leányaként. Alekszej cár egyik első emberének, a nyugatbarát politikát folytató Artamon Szergejevics Matvejev gyámleányaként nőtt fel.
1671. február 1-jén Natalja Kirillovna feleségül ment a cárhoz. Az uralkodónak ez már a második házassága volt; első feleségétől, a gyermekágyi lázban elhalálozott Marija Iljinyicsna Miloszlavszkajától tizenhárom gyermeke született. Natalja Kirillovnának és az uralkodónak három gyermeke született:
- Péter (1672–1725), később Oroszország cárja I. Nagy Péterként
- Natalja Alekszejevna (1673–1716), az első orosz színház megalapítója
- Fjodora Alekszejevma (1674–1677).

Natalja Kirillovna és Alekszej cár frigyét a Miloszlavszkij család már a kezdetektől fogva nagy nemtetszéssel fogadta; a Nariskinek és a Miloszlavszkijok között kisebb belháború bontakozott ki. 1676-ban, Alekszej cár halálát követően az uralkodó első házasságából származó fia, III. Fjodor lépett a trónra. A fiatal cár felett a hatalmat kezdetben a Miloszlavszkijok gyakorolták, akiknek sikerült elérniük, hogy a Nariskinok legfőbb támogatóját, Matvejevet száműzzék.

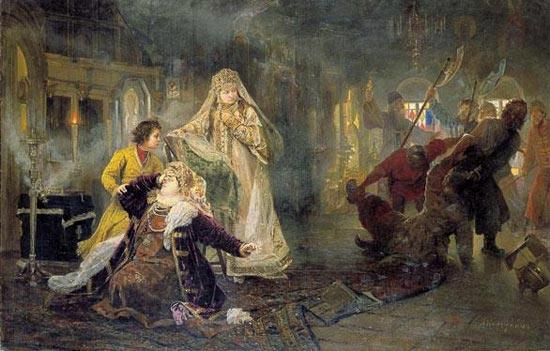
A sztrelecek lázadása (1882; Alekszej Ivanovics Korzuhin)

1682-ben elhunyt III. Fjodor, a két rivalizáló család között pedig utódlási harcok robbantak ki. Hogy ezeknek gátat szabjon, Ioakim pátriárka összehívott egy országos gyűlést, melyen Natalja Kirillovna egyetlen fiát, Pétert választották az orosz trónra. A gyűlésen mellőzték Ivánt, Alekszej cár és Marija Iljinyicsna másik életben maradt fiát, Iván ugyanis látás- és beszédhibás volt. Péter mellé a száműzetésből hazahívott Matvejevet nevezték ki régensnek. Május 15-én a sztrelecek fellázadtak, valószínűleg a Miloszlavszkijok és Alekszej cár erőskezű leánya, Szofja Alekszejevna nagyhercegnő bujtogatására. A katonák betörtek a Kremlbe, és azt követelték, hogy mutassák meg nekik Ivánt, akinek halálhírét keltették. Natalja Kirillovna megjelent előttük Péter és Iván társaságában, s a lázadás már lecsendesülni látszott, amikor Mihail Dolgorukov herceg felszólalt a sztrelecek ellen. Erre azok Natalja Kirillovna és a gyermekek jelenlétében felkoncolták a herceget, majd átkutatták a Kremlt, és a Nariskin család több tagját és meggyilkolták. Ugyancsak a sztrelecek bosszújának esett áldozatul Matvejev is. Ivan Hovanszkij, a sztrelecek vezetője azt követelte, hogy Iván és Péter uralkodjék együtt. A féltestvéreket társuralkodókká koronázták, melléjük pedig becsvágyó nővérüket, Szofja Alekszejevnát tették meg régensnek.
Szofja Alekszejevna minden hatalmat magához ragadott, jóformán egyeduralkodóként állt az ország élén. Natalja Kirillovna anyacárné és Péter Moszkva környékére, egy Preobrazsenszkoje nevű faluba húzódtak vissza. 1689-ben Péter megbuktatta Szofja Alekszejevnát, aki egy kolostorba vonult vissza. Péter és Iván társuralkodókként vezették tovább az országot, bár a valódi irányítás Natalja Kirillovna és a bojár tanácsadók kezében nyugodott.
Natalja Kirillovna 1694. február 4-én hunyt el, hosszú betegeskedés után. Fia 1696-ban, Iván halálát követően Oroszország egyeduralkodó cárja lett.